# Вишняки (Бородянский район)
Вишняки (укр. Вишняки) — село, входит в Бородянский район Киевской области Украины.
Население по переписи 2001 года составляло 150 человек. Почтовый индекс — 07824. Телефонный код — 8-04477. Занимает площадь 0,25 км². Код КОАТУУ — 3221084502.

## Местный совет
07824, Киевская обл., Бородянский р-н, с. Майдановка, ул. Ленина, 39